# Kaltenlengsfeld
Kaltenlengsfeld (Rhöner Platt: Längsfd) ist ein Ortsteil der Stadt Kaltennordheim im Landkreis Schmalkalden-Meiningen in Thüringen. Der Ort gehört zum Biosphärenreservat Rhön.

## Geografie

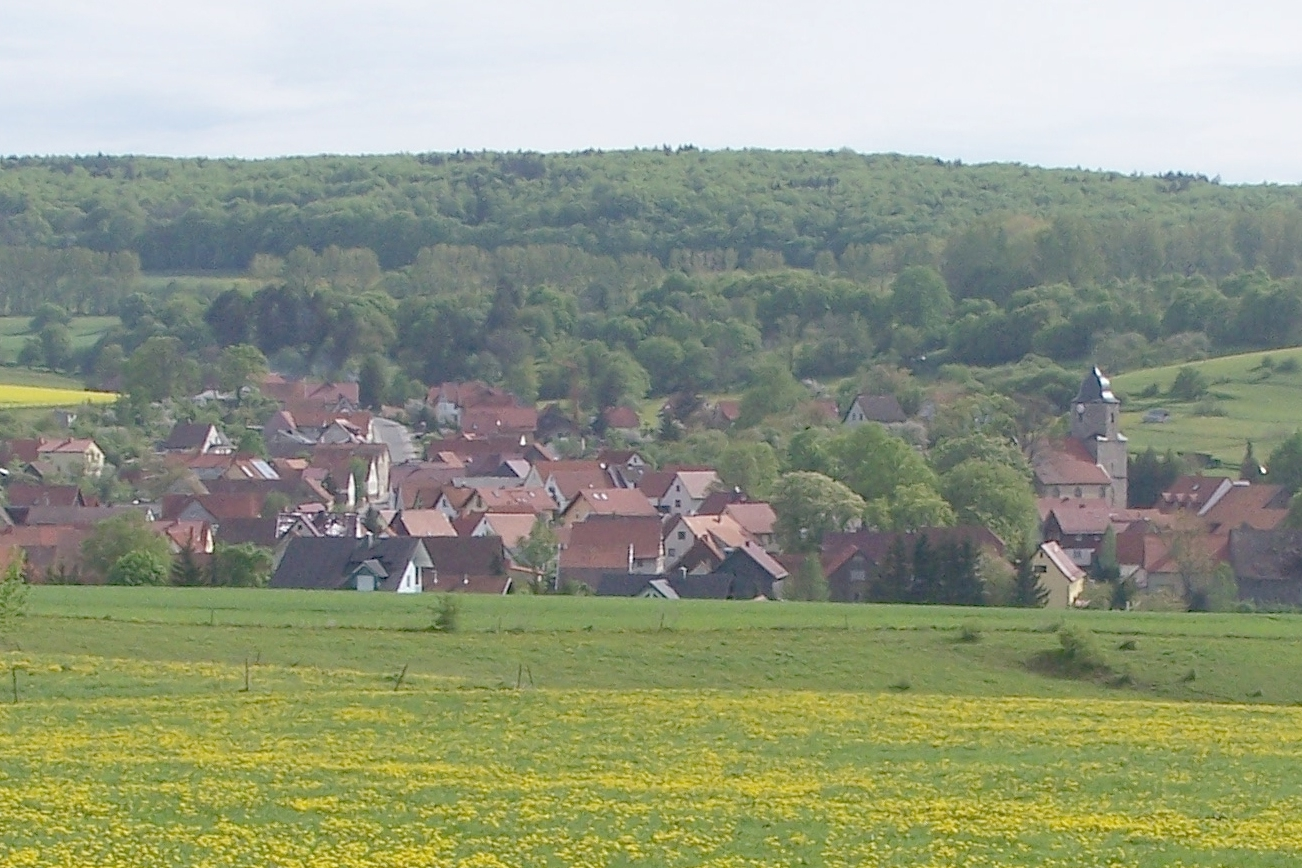
Blick auf Kaltenlengsfeld von Westen

### Geografische Lage
Kaltenlengsfeld liegt in der thüringischen Rhön in einem Seitental des Mittleren Feldatals, das die Vordere Rhön westlich flankiert. Der Ort befindet sich 18 Kilometer (Luftlinie) nordwestlich der Kreisstadt Meiningen.

### Berge
Die Landschaft um Kaltenlengsfeld wird von den Bergen und Kuppen der Rhön bestimmt. Der höchste Punkt des Ortsteils befindet sich auf dem Hohen Rain (702,8 m ü. NN). Anteilig besitzt die Gemeinde den östlichen Teil des Umpfen (700,6 m ü. NN), und den nördlichen Teil des Hohenstein (671,8 m ü. NN).

### Gewässer
In der Gemarkung bilden mehrere Quellbäche den Ziegelbach, ein rechter Zufluss der Felda.

### Geologie
Am Enzlerbach, südlich der Ortslage, wurde ein Kalksteinbruch betrieben, er dient heute als geologischer Aufschluss des Oberen Wellenkalk, einer Gesteinsformation des Trias (Abschnitt Unterer Muschelkalk). Der Umpfen ist ein Beispiel für den Vulkanismus in der Rhön im Trias.

## Geschichte

### Ur- und Frühgeschichte
Kaltenlengsfeld befindet sich in einer bereits in frühgeschichtlicher Zeit dicht besiedelten Landschaft. 1754 wurden im Hain bei Feldarbeiten erste Bodenfunde gemacht. Die Wallanlagen in Gipfellage des Umpfen gehört mit den benachbarten Anlagen Hessenkuppe (Dermbach), Diesburg (Aschenhausen), Arzberg (Geisa), Baier (Weilar), Horn (Urnshausen), Alte Mark (Erbenhausen) und anderen zu einem ausgedehnten Befestigungssystem der Kelten. Südlich der Wallanlage liegen mehrere runde und längliche Steinhügel, vermutlich Grabanlagen; auch Ackerterrassen sind am Nordabhang noch deutlich erkennbar.

### Ersterwähnung
Schon 819 wurde der Ort erstmals in einer Fuldaer Urkunde als Lengifeld erwähnt. Der Ort im Tullifeld gehörte damals zum Ostfrankenreich.

### Kaltenlengsfeld im Mittelalter

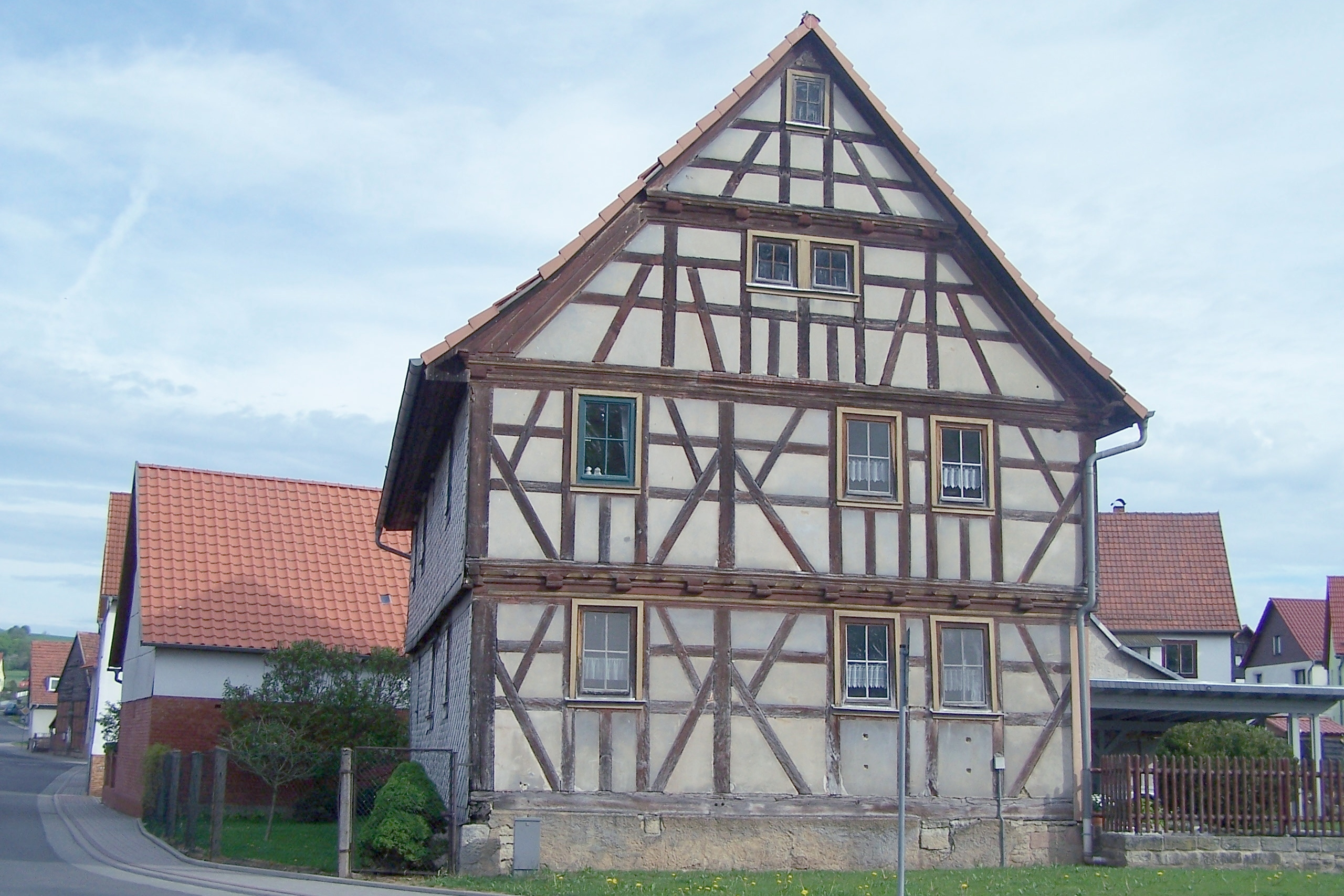
Fachwerkhaus Brandplatz

Flurbezeichnungen wie Kaisershecke, Kaisersgraben und Streitgrund resultieren vermutlich aus dem Umfeld der Schlacht bei Mellrichstadt zwischen König Heinrich IV., dem späteren Kaiser (ab 1084), und dessen Widersachern Rudolf von Schwaben bzw. Otto von Northeim im Jahre 1078.
In Kaltenlengsfeld war ein Adelsgeschlecht – die Herren von Lengisfeld beheimatet. Der Ort gehörte von alters her zum Amt Kaltennordheim, aber um 1400 wurde es der Zent Friedelshausen (späteres Amt Sand) einverleibt.

### Zur Zeit der Reformation

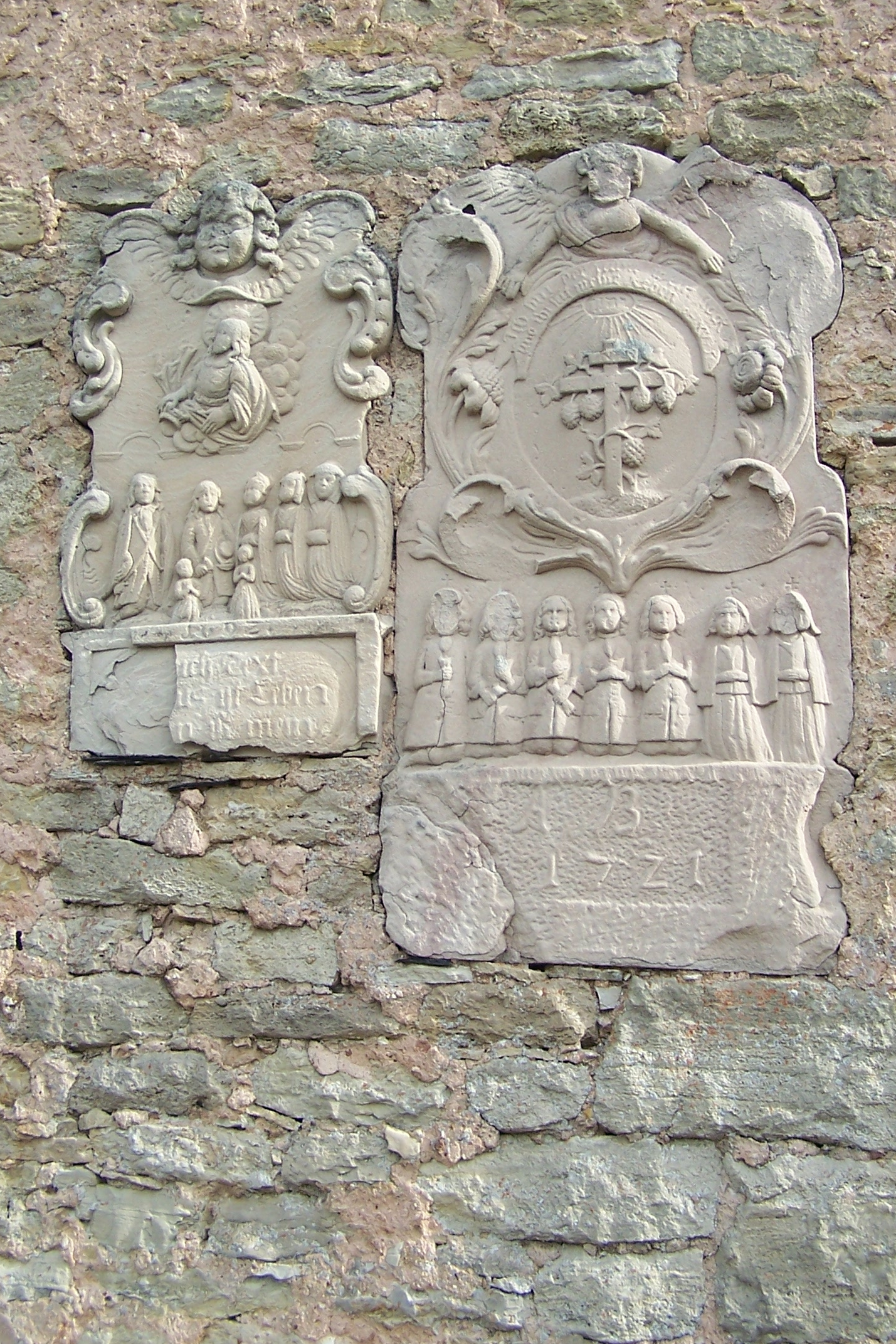
Barocke Grabsteine an der Kirche

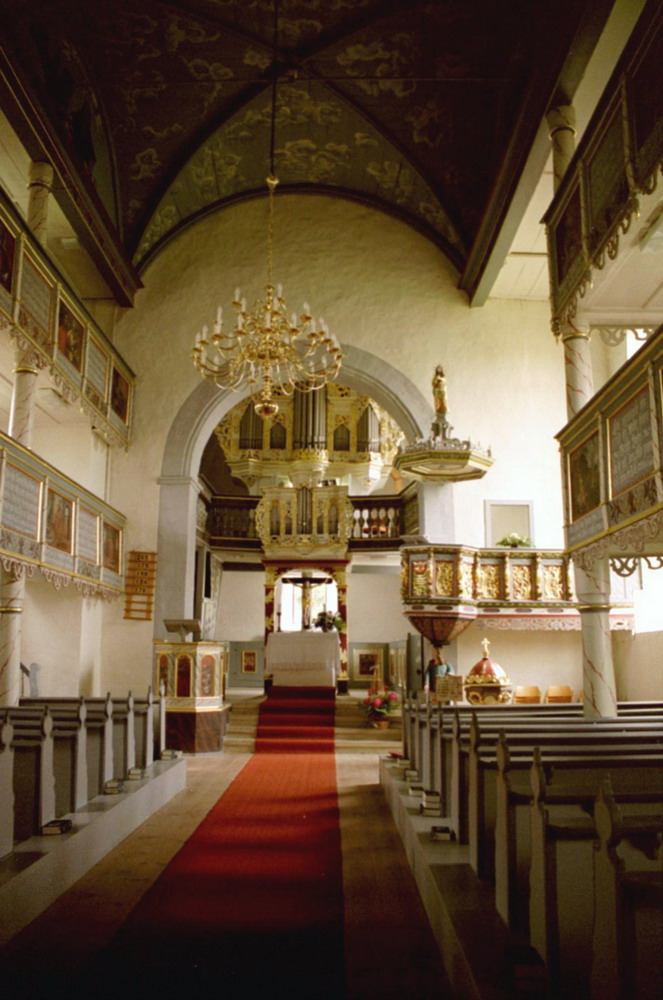
In der Kirche

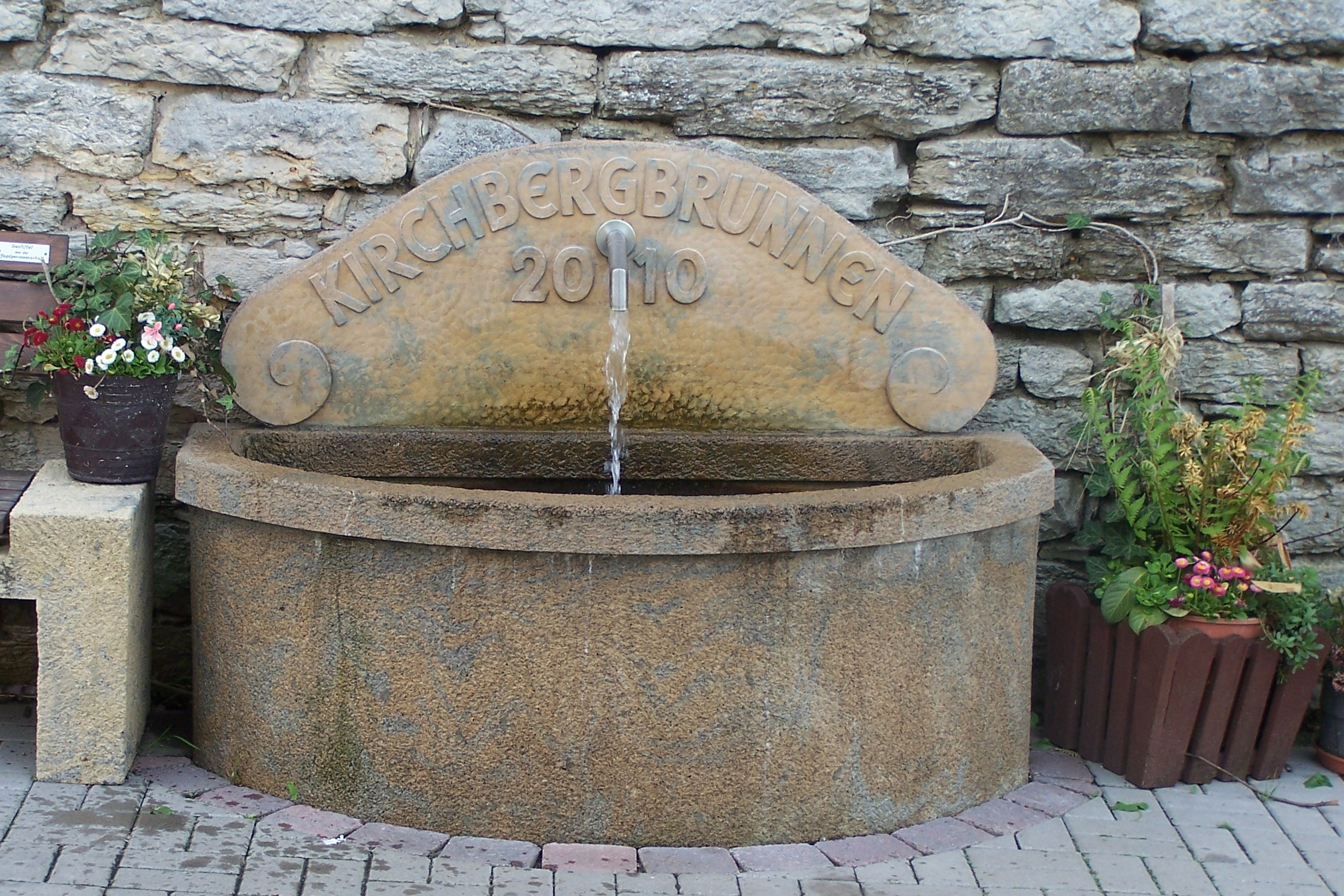
Der Kirchbergbrunnen

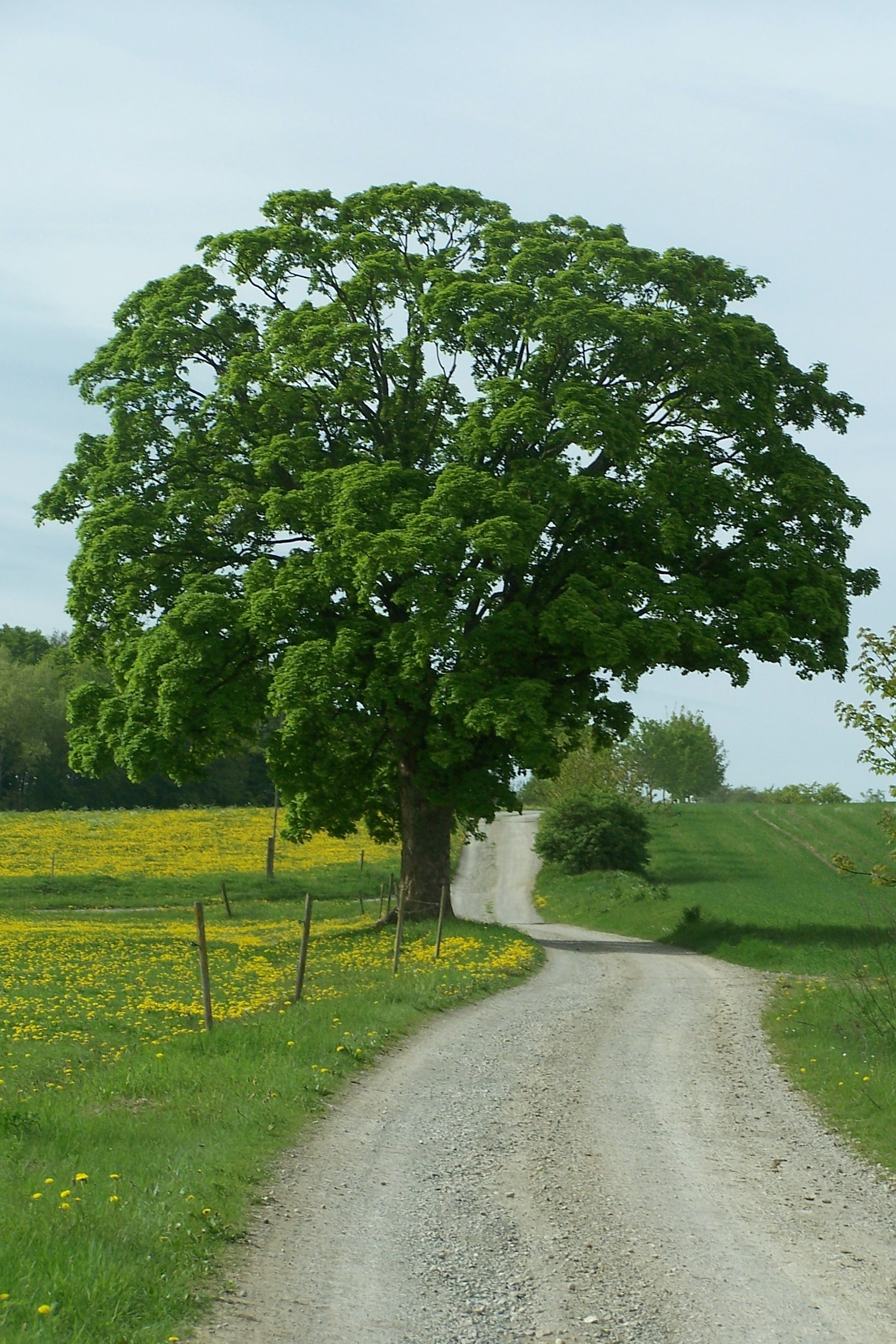
Ahorn (Naturdenkmal) am Weg nach Kaltennordheim

Es ist anzunehmen, dass das Christentum in dieser Gegend schon recht frühzeitig Fuß fasste. Vor der Reformation waren Kaltenlengsfeld und Oepfershausen Filialen von Friedelshausen, bis die Herrn von Herda in Oepfershausen eine „Vikarie der Frühmesse“ stifteten. 1542 nahm der Vikar von Oepfershausen die evangelische Religion an, „blieb aber wie zuvor ein Flucher und Zänker, lehnte sich wieder seinen Pfarrer zu Friedelshausen mit tödlichen Gewehr auf,...“. Oepfershausen wurde selbstständige Pfarrei und Kaltenlengsfeld wurde Filiale.
Zur Zeit des Dreißigjährigen Krieges, in dem die meisten umliegenden Rhöndörfer unter den Grausamkeiten leiden mussten, blieb Kaltenlengsfeld verschont. Der Ortssage nach soll es folgenden Umstand zu verdanken gewesen sein: Auf der Westgiebelseite unserer Kirche soll sich damals auf dem First ein Kreuzlein mit Wetterfahne befunden haben. Das Raubgesinde der Kroaten soll die Kirche und damit auch die Einwohner für gut katholisch und gut kaiserlich gehalten haben, dadurch sei die Kirche und der Ort vor der Zerstörung bewahrt geblieben. Vielleicht spielte aber auch die etwas versteckte Lage des Ortes eine große Rolle. 1635 starben von Juli bis Neujahr 250 Personen an wahrscheinlich eingeschleppten Seuchen.
In der ersten erhalten gebliebenen Beschreibung von Kaltenlengsfeld aus dem Jahre 1668 heißt es: „In dem Dorf befindet sich eine Kirche, ein Schulhaus, ein Wirtshaus, fünf Backöfen, ein Brauhaus, ein Platz und eine Mahlmühle. Es gibt 44 Feuerstellen und es leben 188 Seelen darin. An den drei Stellen, an denen man das Dorf betreten kann, ist dieses notdürftig mit einem Schlagbaum verwehrt.“ Auch gibt es Hinweise, das man sich Gedanken über die Brandbekämpfung gemacht hat. Es heißt: „Die drei Spring- und drei Quellbrunnen des Ortes werden auch wieder Feuergefahr mit ledernen Eimern, Feuerhacken und Leitern versehen.“  Die Kirche wurde 1722 erbaut. 1848 wurde die Dorfschule erbaut und eingeweiht.

### 19. Jahrhundert
Die Herren von Vasolt und von Auerochs waren im 19. Jahrhundert im Ort mit Besitzungen vertreten. Von der Zeit der Napoleonischen Kriege blieb das Dorf unbehelligt. Es wird nur berichtet, dass der Müller einen französischen Soldaten auf sein Haus zukommen sah. Voller Angst legte sich der Müller samt seinen Kleidern ins Bett und stellte sich schlafend. Der Soldat aber fragte nur nach dem Weg.
1842 baute man die Straße nach Kaltennordheim. Zuvor hatte es nur einen ausgefahrenen Hohlweg gegeben, der entlang der Kisselbach verlief. 1847/1848 wurde eine Straßenverbindung nach Oepfershausen geschaffen. Zuvor hatte es keinen Weg gegeben, und daher konnte es geschehen (1730 und 1760), dass Fremde in Sturm und Schnee den Tod fanden. Im Revolutionsjahr 1848 bestand im Dorf eine Bürgerwehr, die nach kurzer Zeit wieder aufgelöst wurde.
1866 kam es während des Deutschen Krieges im nahe gelegenen Roßdorf zur Schlacht zwischen Preußen und Bayern. Kaltenlengsfeld wurde am 3. Juli 1866 von bayrischen Truppen besetzt. Beim Rückzug der bayrischen Truppen am Abend des 4. Juli mussten alle verfügbaren Gespanne Kriegsmaterial fahren. Im Ort erinnert ein Gedenkstein an die kriegerischen Ereignisse.

### Einwohnerentwicklung
Im Jahr 1955 lebten im Ort 728 Einwohner.
Entwicklung der Einwohnerzahl:
| - 1995: 549 - 2000: 485 - 2005: 461 - 2010: 421 - 2012: 416 |

 Datenquelle: ab 1994 Thüringer Landesamt für Statistik, Werte vom 31. Dezember

## Kultur und Sehenswürdigkeiten

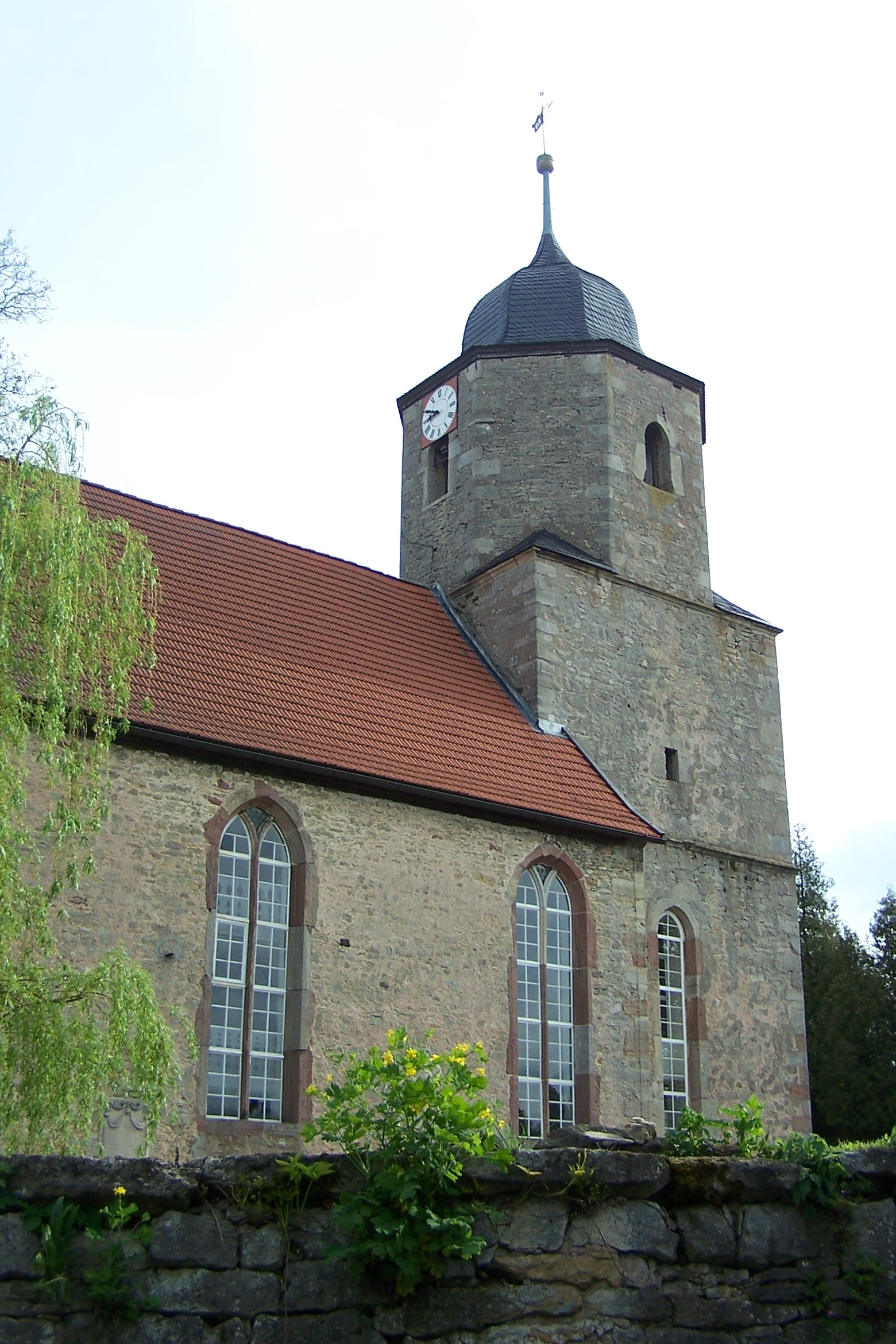
Die Kirche

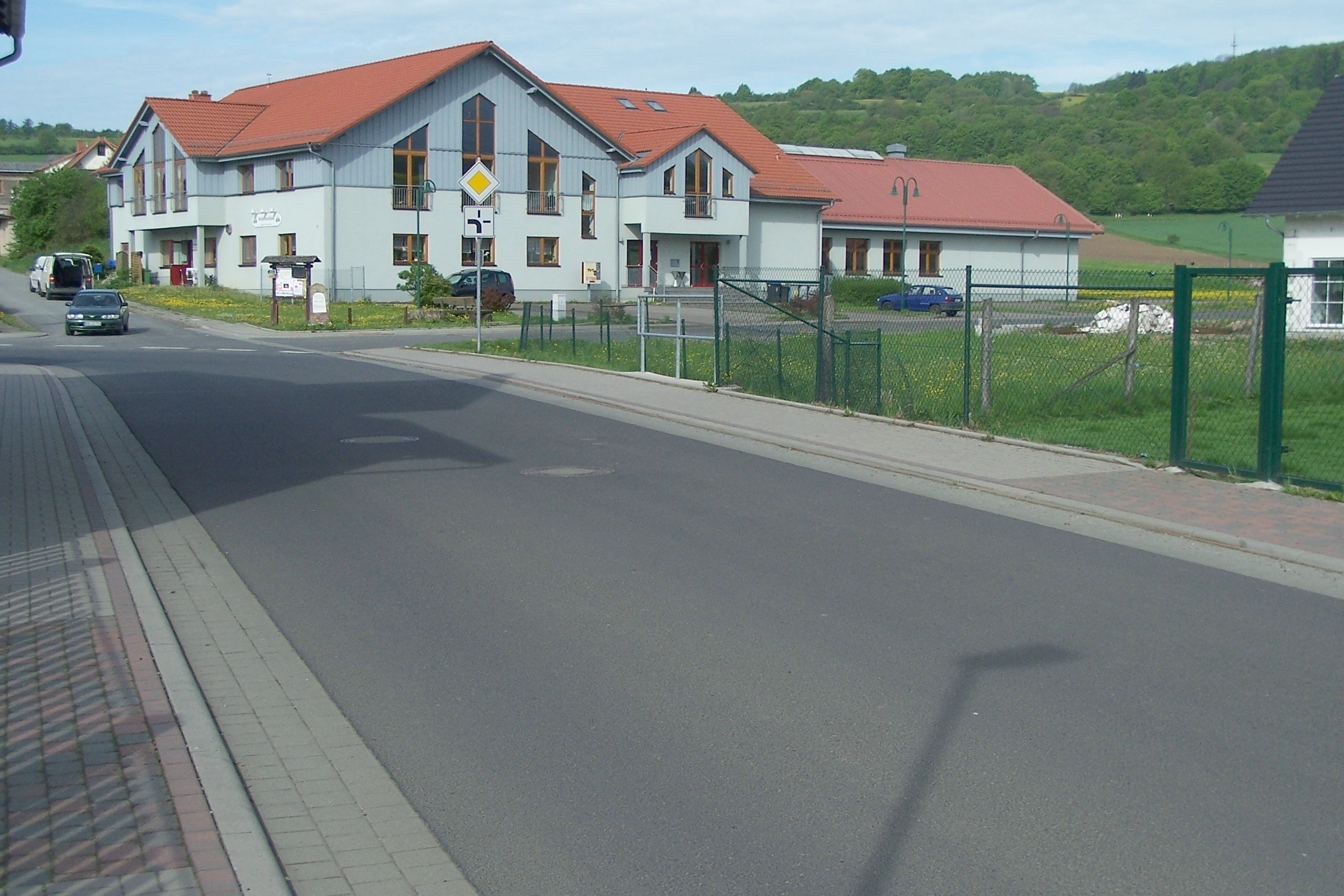
Das Dorfgemeinschaftshaus

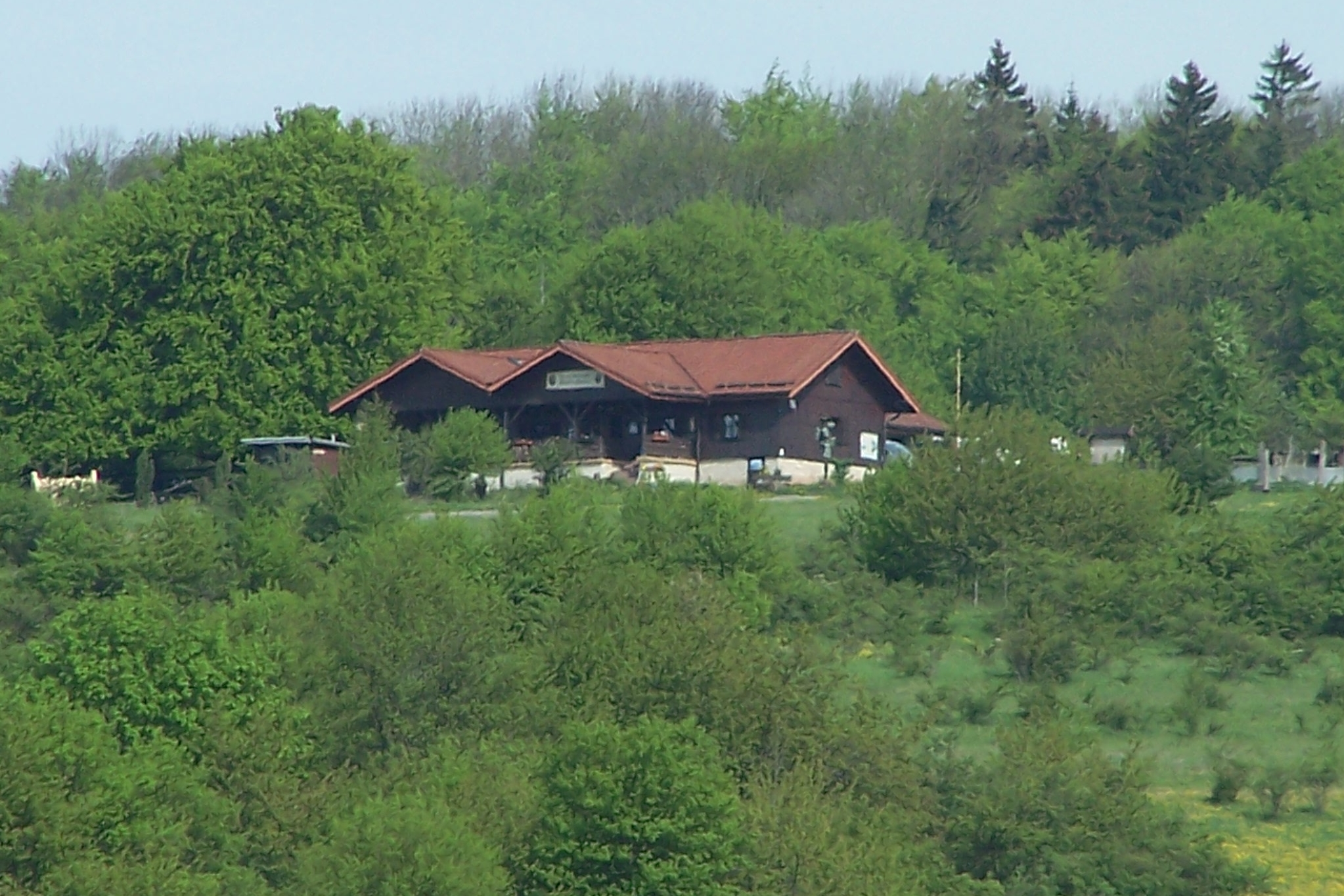
Die Rhön-Brise

Im Rahmen der Sparkassen-Kulturstiftung erhielt die aus Düsseldorf stammende Autorin Vera Vorneweg im Herbst 2018 das Stipendium „Künstler im ländlichen Raum“ und verbrachte zwei Monate in Kaltenlengsfeld. Unter dem Arbeitstitel „Von der Großstadtpflanze zum Landei“ sammelte sie Geschichten und Anekdoten, die 2019 in einem „Roman der Vielen“ veröffentlicht werden sollen.

### Bauwerke
- Die Dorfkirche Kaltenlengsfeld ist eine barocke Chorturmkirche von 1721 mit älteren Bestandteilen, die eine barocke Ausstattung in eindrucksvoller Geschlossenheit und eine bedeutende historische Orgel von Johann Caspar Rommel beherbergt.
- Das Dorfgemeinschaftshaus mit der „Rhönküche“ befindet sich am westlichen Ortsrand.
- Am Waldrand befindet sich die Ausflugsgaststätte Rhön-Brise.
- Noch gut erkennbare Reste der Wallburg auf dem Umpfen sind ein vielbesuchtes Bodendenkmal.

### Naturdenkmale
Die Dorflinde auf dem Anger, eine über 200 Jahre alte Sommerlinde, wurde 1994 als Naturdenkmal ausgewiesen.

### Freizeitangebote
Kaltenlengsfeld bietet ein Wanderwegenetz sowie im Winter 20 km gespurte Loipen.

## Verkehr

### Straßenverkehr
Durch den 5 km entfernten Nachbarort Kaltennordheim verläuft die B 285.

### Schienenverkehr
Der Betrieb der Feldabahn wurde 2003 eingestellt, 2008 begann der Rückbau der Gleisanlagen. Die nächstgelegenen Bahnhöfe befinden sich jetzt in der Kreisstadt Bad Salzungen und östlich in Wasungen an der Werrabahn im Streckennetz der STB.
Anschluss an das Intercity- und ICE-Netz der Deutschen Bahn besteht in Fulda und Eisenach.

### Öffentlicher Personennahverkehr
Nach Kaltenlengsfeld verkehren folgende Buslinien der Verkehrsgesellschaft Wartburgkreis mbH:
| Linie | Fahrstrecke                                                            |
| ----- | ---------------------------------------------------------------------- |
| L-101 | Eisenach – Dermbach – Kaltennordheim – Kaltenlengsfeld                 |
| L-109 | Bad Salzungen – Dermbach – Kaltennordheim – Kaltenlengsfeld            |
| L-129 | Bad Salzungen – Leimbach – Dermbach – Kaltennordheim – Kaltenlengsfeld |

Der Busverkehr im Abschnitt Kaltennordheim – Kaltenlengsfeld beschränkt sich hierbei auf die Werktage.